# HD 108054
HD 108054，又名CP-65 1862，SAO 251893、HR 4720，是一颗恒星，视星等为6.3，位于銀經300.25，銀緯-3.03，其B1900.0坐标为赤經12h 19m 42.5s，赤緯-65° -3.03′ 46″。